# سياسة فيتنام

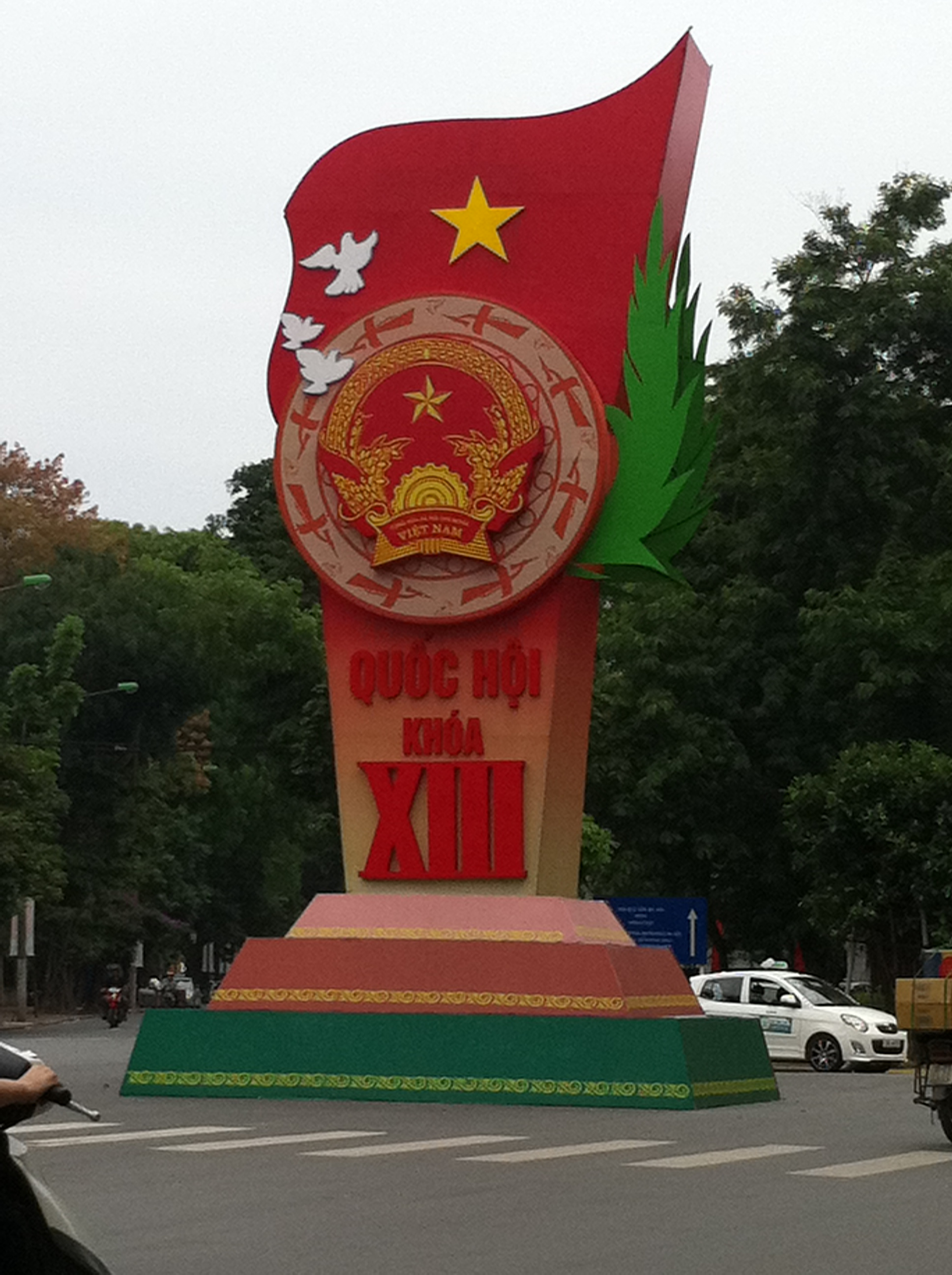

تُحدَّد سياسة فيتنام ضمن إطار عمل جمهورية حزبٍ واحد اشتراكية، تكون فيها السكرتاريا العامة للحزب الشيوعي لفيتنام قائد الحزب ورأس البوليتبورو، وتشغل المنصب الأعلى في نظام الحزب الواحد. رئيس فيتنام هو رأس الدولة، ورئيس وزراء فيتنام هو رأس الحكومة في نظام حزب واحد يقوده الحزب الشيوعي الفيتنامي. تُمارَس السلطة التنفيذية من قبل الحكومة ورئيس فيتنام. تؤول السلطة التشريعية إلى الجمعية الوطنية الفيتنامية (بالفيتنامية: Quốc hội Việt Nam). السلطة القضائية مستقلة عن السلطة التنفيذية. تبنّى البرلمان دستور فيتنام الحالي، وهو دستورها الخامس في 28 نوفمبر 2013.
انتُخب الرئيس (Chủ tịch nước) من قبل الجمعية الوطنية لولاية لمدة خمس سنوات ويقوم بمهام رئيس أركان قوات الشعب المسلحة الفييتامية ورئيس مجلس الدفاع والأمن. علاوة على ذلك، للرئيس الحق في اتخاذ القرارات حول الأفرع التنفيذية. يترأس رئيس الوزراء الحكومة (Chính phủ)، سلطة الدولة التنفيذية الرئيسية في فيتنام، ويمتلك عدة نواب رئيس وزراء وعدة وزراء مسؤولين عن أعمال معيّنة. الفرع التنفيذي مسؤول عن تنفيذ الأعمال السياسية والاقتصادية والثقافية والاجتماعية والدفاع القومي والأمن والأعمال الخارجية للدولة. الجمعية الوطنية هي هيئة تشريعية بمجلس واحد. تضم الجمعية الوطنية 500 عضو، يُنتخبون عبر التصويت الشعبي لإتمام ولاية مدتها أربع سنوات. بحسب الدستور، السلطة التشريعية هي الهيئة الأعلى في لدولة. تشتمل صلاحياتها على تشريع وتعديل دستور القوانين وتبنّي ميزانية الحكومة، ومراقبة حكومة فيتنام ومالكين آخرين لصلاحيات عامة مسؤولة أمام الجمعية الوطنية، وتعيين أعضاء السلطة التشريعية. ينص الدستور الفيتنامي والتشريع على إجراء انتخابات دورية لمنصب رئيس الجمهورية الاشتراكية والجمعية الوطنية ومجالس الشعب.
تملك فيتنام نظامًا قضائيًا يحكمه دستور فيتنام والتشريع الوطني الذي أقرّته الجمعية الوطنية. محكمة الشعب العليا (Tòa án Nhân dân Tối caz) هي محكمة الاستئناف العليا في فيتنام. هناك محاكم متخصصة أخرى في فيتنام، من بينها المحكمة العسكرية المركزية ومحكمة الجنايات والمحكمة المدنية ومحكمة الاستئناف. تراقب النيابة العليا للشعب تنفيذ هيئات الدولة على المستوى الوطني وتضمن اتّباع المواطنين الفيتناميين للقانون.

## الإطار القانوني
فيتنام جمهورية حزب واحد اشتراكية. تعود الدولة الفيتنامية الحالية إلى الجمهورية الديمقراطية لفيتنام (فيتنام الشمالية) وثورة أغسطس 1945 بقيادة هو تشي منه. جرى تبنّي الدستور الحالي في 15 أبريل 1992 من قبل الجمعية الوطنية لفيتنام. هناك ثلاثة دساتير أخرى في التاريخ الفيتنامي: دساتير 1946 و1959 و1980. عُدّل الدستور الحالي مرة واحدة خلال الجلسة العاشرة للجمعية الوطنية في25 ديسمبر2011. يعمل الحزب الشيوعي الفيتنامي، وهو الجهاز الرئيسي غير الحكومي، وفقًا للقوانين. تُقسَّم صلاحيات الحكومة في فيتنام إلى صلاحيات تشريعية وتنفيذية وقضائية. يستند نظام فيتنام القانوني على الشرعية الاشتراكية وفقًا للمادة 12 من الدستور.

## أيديولوجيا الدولة

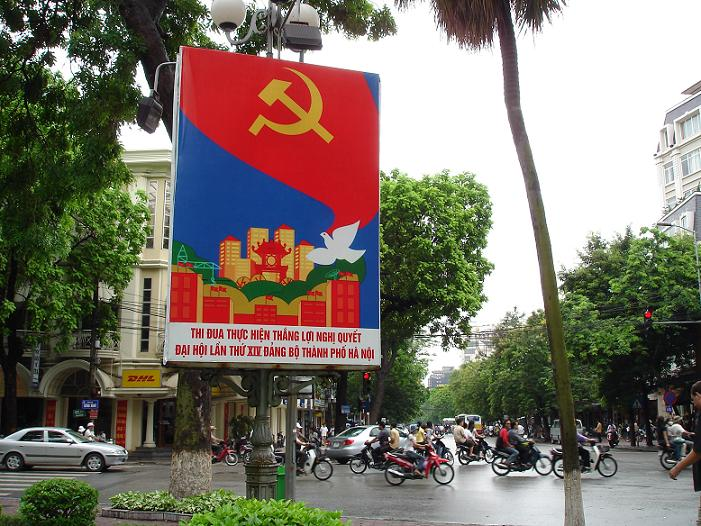
ملصق دعائي في هانوي، فيتنام

فيتنام جمهورية اشتراكية بنظام الحزب الواحد الذي يقوده الحزب الشيوعي الفيتنامي (سي بي في). يتبنّى سي بي في الماركسية اللينينية وفكر أواخر سنين هو تشي منه. تعمل الأيديولوجيتان كقاعدة أيديولوجية ثابتة وتقومان بدور الموجِّه لأعمال الحزب والدولة. بحسب للدستور، فيتنام «في مرحلة الانتقال إلى الاشتراكية». قُدّمت الماركسية اللينينية في فيتنام في عشرينيات وثلاثينيات القرن العشرين، وسارت الثقافة الفيتنامية تحت شعار الوطنية والماركسية اللينينية. لم تكن أفكار هو تشي منه منهجيّةً خلال حياته، ولم يحدث ذلك فورًا بعد وفاته. شدّدت سيرة حياة «الرئيس هو» لترونغ شينه في عام 1973 على سياساته الثورية. باتت أفكار هو تشي منه منهجية في عام 1989، تحت قيادة نغويين فان لينه. بات فكر هو تشي منه، إلى جانب الماركسية اللينينية، الأيديولوجيا الرسمية لسي بي في والدولة في عام 1991.